# Яцек Мальчевський
Я́цек Мальче́вський (пол. Jacek Malczewski; 14 липня 1854, Радом, Царство Польське, Російська імперія — 8 жовтня 1929, Краків, Польська республіка) — польський художник, представник польського символізму.

## Біографія

### Ранні роки
Походив зі збіднілої шляхетської родини. У 13 років батьки відправили хлопця до родини вуйка, а той подбав про вчителів, серед яких був і письменник Адольф Дигасінський. На свідомість юнака мали значний вплив ідеї польського месіанства і польського патріотизму, притаманні ще польській добі романтизму.
У сімнадцять років хлопця відправили до Кракова, де він продовжив навчання у гімназії, а у вільний час студіював у краківській Школі мистецтв. Серед його викладачів — Ян Матейко, який і порадив здібному юнакові вивчати живопис. Мальчевський почав опановувати живопис, а художню освіту завершив навчанням у Школі мистецтв у Парижі.

### Меценати Лянцкоронські
Брав участь в археологічній мандрівці, організованій графом Каролем Лянцкоронським, до Памфілії, Пізидії, Греції, у яку вирушили на початку вересня 1884 року (з Роздолу). У 1885 перебував у Мюнхені.
Восени 1887 повернувся на Батьківщину. Цього ж року одружився.
У 1880 відвідав Італію, потім Галичину, Львів.
На 1880-ті припадає зближення з родиною Лянцкоронських. Разом з графом Каролем Лянцкоронським відвідав Грецію та Малу Азію, що належала тоді Османській імперії. З Каролем Лянцкоронським склалися теплі стосунки і художник був запрошений до садиби графа в Розділ у Галичині. Аби художнику було зручно працювати в садибі, йому обладнали майстерню.

### Викладач і художник
Два терміни Мальчевський був професором (у 1896-1900 та у 1912-1921).
У 1897 р. Мальчевський був засновником мистецької спілки «Штука» (Sztuka тобто «Мистецтво») разом з іншими майстрами, серед яких:
- Теодор Аксентович
- Юзеф Мегоффер
- Станіслав Виспянський.

Спілка існувала протягом тривалого часу — до 1950 року.

### Дві смерті
На художню свідомість митця великий вплив мали смерть батька — у 1884 році, після чого він почав досліджувати смерть як явище життя особи, і смерть матері у 1898 році.

### 10 років поза Краковом

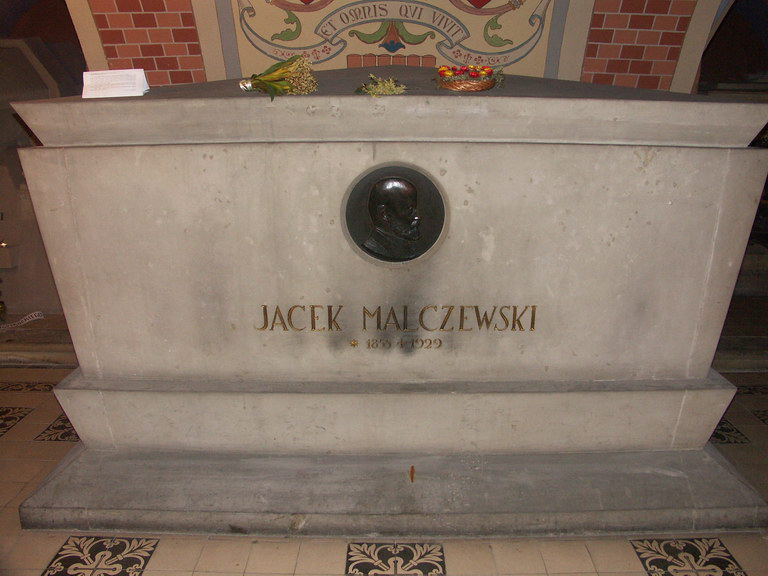
Надгробок Мальчевського

Після конфлікту з художником Юліаном Фалатом покинув академію і поміняв декілька місць проживання. Мав декілька виставок, серед яких також у Львові (1903 р.)
В останній рік життя художник утратив зір. Помер 8 жовтня 1929 р.

## Творчість
У творчому доробку художника — пейзажі і костюмовані портрети, символічні композиції, своєрідні інтерпретації релігійних сюжетів, численні автопортрети.
Його хвилювала тема «митець і муза», «митець і його натхнення». Спроби розібратися в цьому були як в зображеннях інших митців (портрет Адама Асника з музою), так і в автопортретах.
Не маючи привабливої зовнішності, художник тим не менше залишив декілька незвичних автопортретів як в релігійних композиціях («Христос і Пілат», «Христос в Еммаусі»), так і в портретах костюмованих (в латах) чи з побутовим забарвленням. І показав, що значущою може бути і особа без модних ознак привабливості.
Далекий від декоративності Станіслава Виспянсько і ар нуво як такого, Мальчевський чіпляв глядача цікавими композиціями з символічним забарвленням, де розробляв проблему передачі національних традицій від померлих — живим.

### Тема польських повстанців

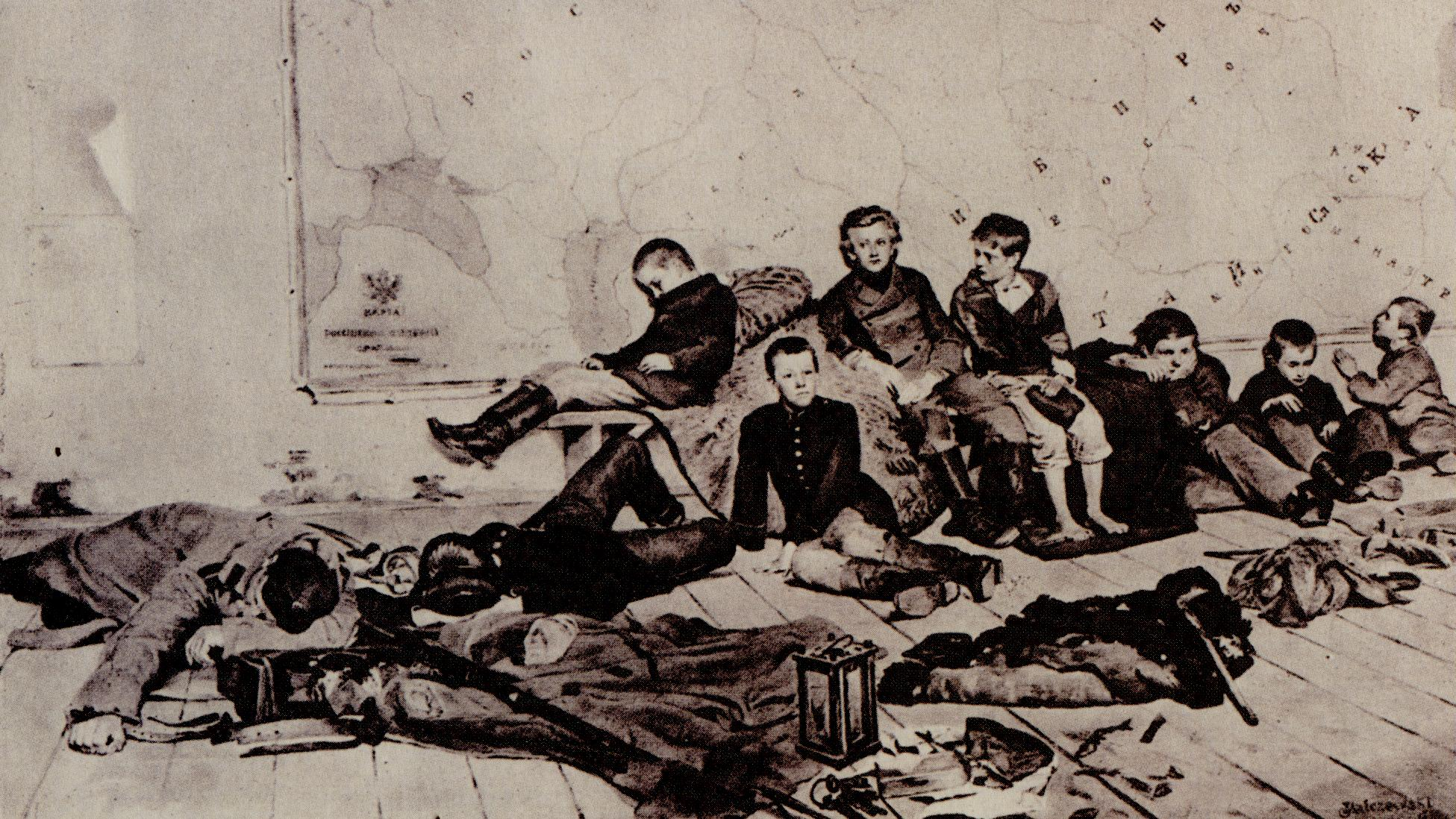
Заслання студентів

Провідною темою суспільно-політичного життя народу Польщі протягом 1795—1918 років була тема боротьби за національне визволення від Російської імперії (в складі якої тоді перебувала Польща) і відновлення державності. Останній розділ Польщі у 1795 роздер країну між могутніми сусідніми державами, на яке польське суспільство відповіло численними повстаннями, які однак не принесли успіху. Країни-загарбники відповідали військовим придушенням визвольних повстань, конфіскаціями майна і костелів, масовим засланням бунтівників. Трагічні суспільні настрої після чергової поразки повстанців у 1863 добре передав лист Яна Матейка: 
| Скрізь - хрести! Скрізь ! Вийдеш з дому - повз тебе або несуть убитого, або їде катафалк. Зайдеш в костел - усі в траурі ! |
Був одним із художників, що порушували тему покараних повстанців. Це і графічний твір «Заслання студентів», і нібито побутова картина «Смерть на етапі до Сибіру». В останній — художник подав тему смерті в'язня, коли його смерть перестала бути подією. Люди з переламаними долями не помічають смерті, настільки звичною стає для них смерть від насилля.
Гіркота поразки і сум за колишнім життям стали головною темою картини Мальчевського «Польські політв'язні святкують Різдво Христове в Сибіру».

## Автопортрети
Залишив по собі велику кількість автопортретів. В тому сумному світі політичної реакції в країні та власних поневірянь спостереження за собою, за змінами власного обличчя стають засобом аналізу змін в собі і змін в середовищі. Автопортрети різняться і композиціями, і стилістикою, вони то суто реалістичні і подані в порожніх, незручних інтер'єрах, то поряд з міфічними персонажами(«Автопортрет і сатир», «Автопортрет і Ерінія»), то поряд з фігурою Смерті, як це робив сумний Арнольд Беклін, знакова фігура європейського символізму. Особлива група автопортретів Мальчевського — в біблійних композиціях чи композиціях-інтерпретаціях на біблійні теми («Христос і самаритянка біля колодязя», «Христос і Пілат»).

## Вибрані твори
- «Повстання в шахті», 1882

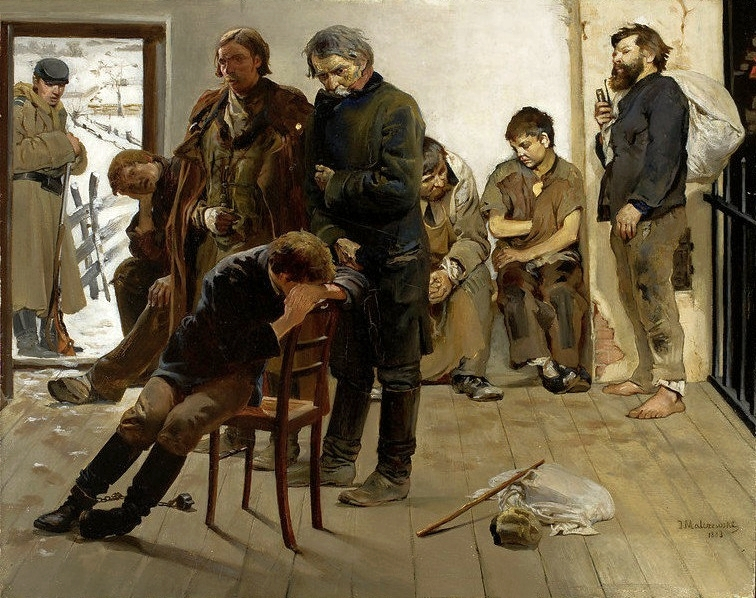
Яцек Мальчевський. «Арештанти на етапі», 1883 р.

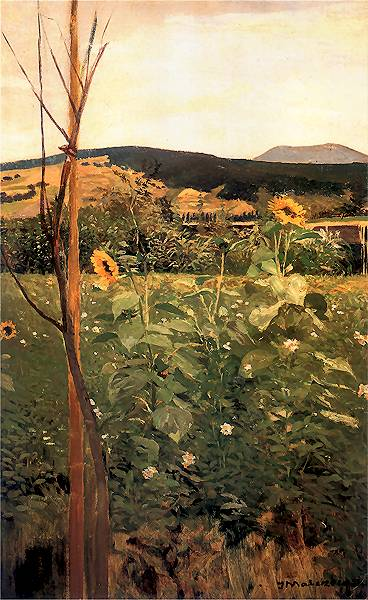
Яцек Мальчевський. «Соняшники»

- «Арештанти на етапі», 1883 р.
- «Інтродукція», 1890
- «Меланхолія» (1890–1894)
- «Святвечір у Сибіру» (1892)
- «Безвихідна ситуація» (1895–1897)
- «Моє життя, дитинство»
- «Янголе, я піду за тобою»
- «Спокій в кайданах», 1899
- «Дворик в звіринці, Краків»
- «Геркулес на перетині шляхів»
- «Ідилія»
- «Прощання»
- «Пейзаж з Товієм і янголом»
- «Меланхолія»
- «Соняшники»
- «Рибалка з русалкою»
- «Зимовий пейзаж»
- «В момент створення сплячої гарпії», 1901
- «Саломея чекає, поки відрубають голову Св. Івану Хрестителю»
- «Повернення блудного сина»
- «Моє життя. Моя душа»
- «Натхнення художника»
- «Моє життя. Повернення»
- «Янгол і хлопчик-пастушок І», 1903
- «Янгол і хлопчик-пастушок ІІ»
- «Отруєний колодязь. Химера», 1906
- «Мої моделі»
- «Смерть Єлени», 1907
- «Смерть завітала» або «Танатос»
- «Автопортрет з палітрою»
- «Автопортрет з сатиром»
- «Автопортрет і Ерінія», 1910
- «Автопортрет і юна смерть», 1910
- Піфія Мальчевського, 1917
- «Богиня перемоги Ніке»
- «Дружина художника і два фавни»
- «Сивий фавн»
- «Circulys vitiosus»

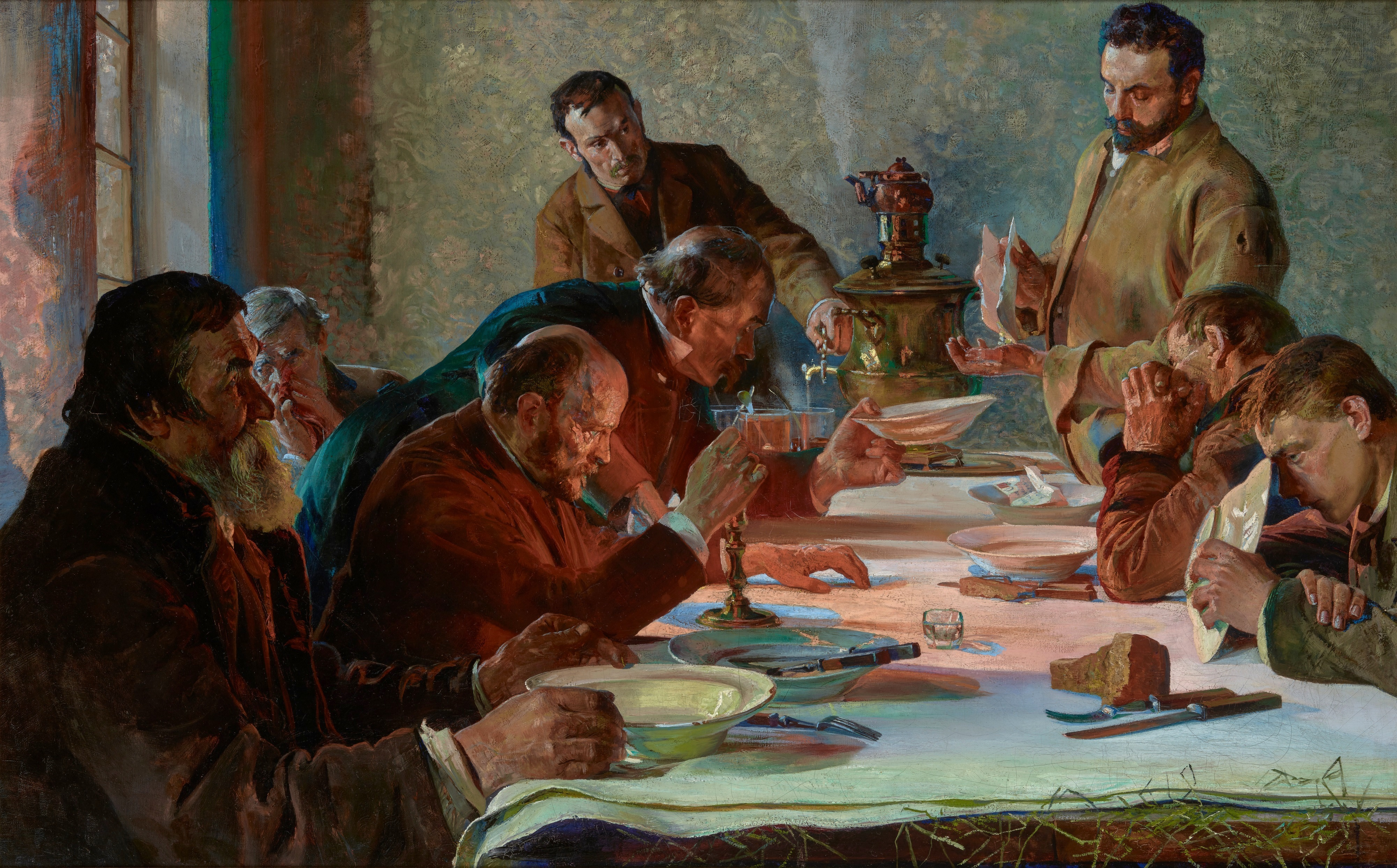
Польські політв'язні святкують Різдво Христове в Сибіру
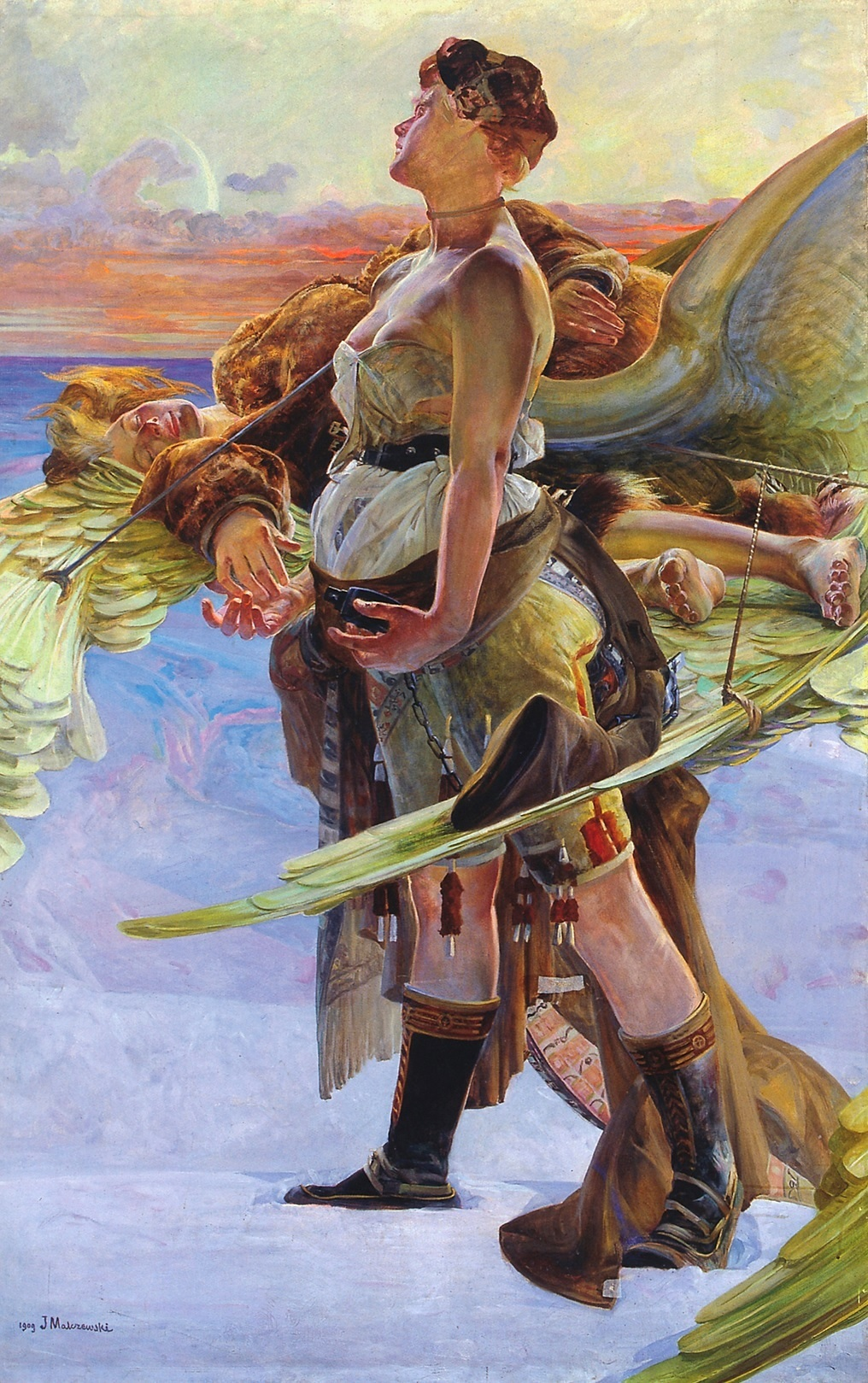
«Танатос і смерть Елое». За поемою Юліуша Словацького (?)
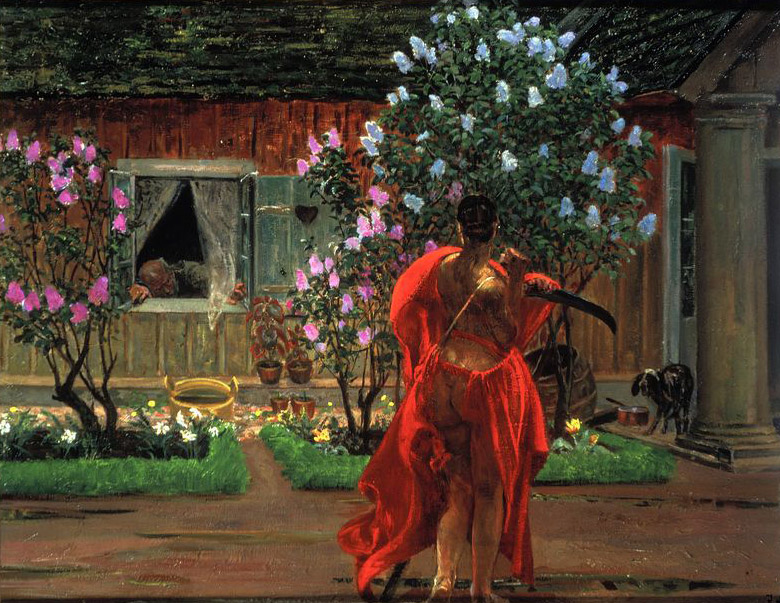
Танатос
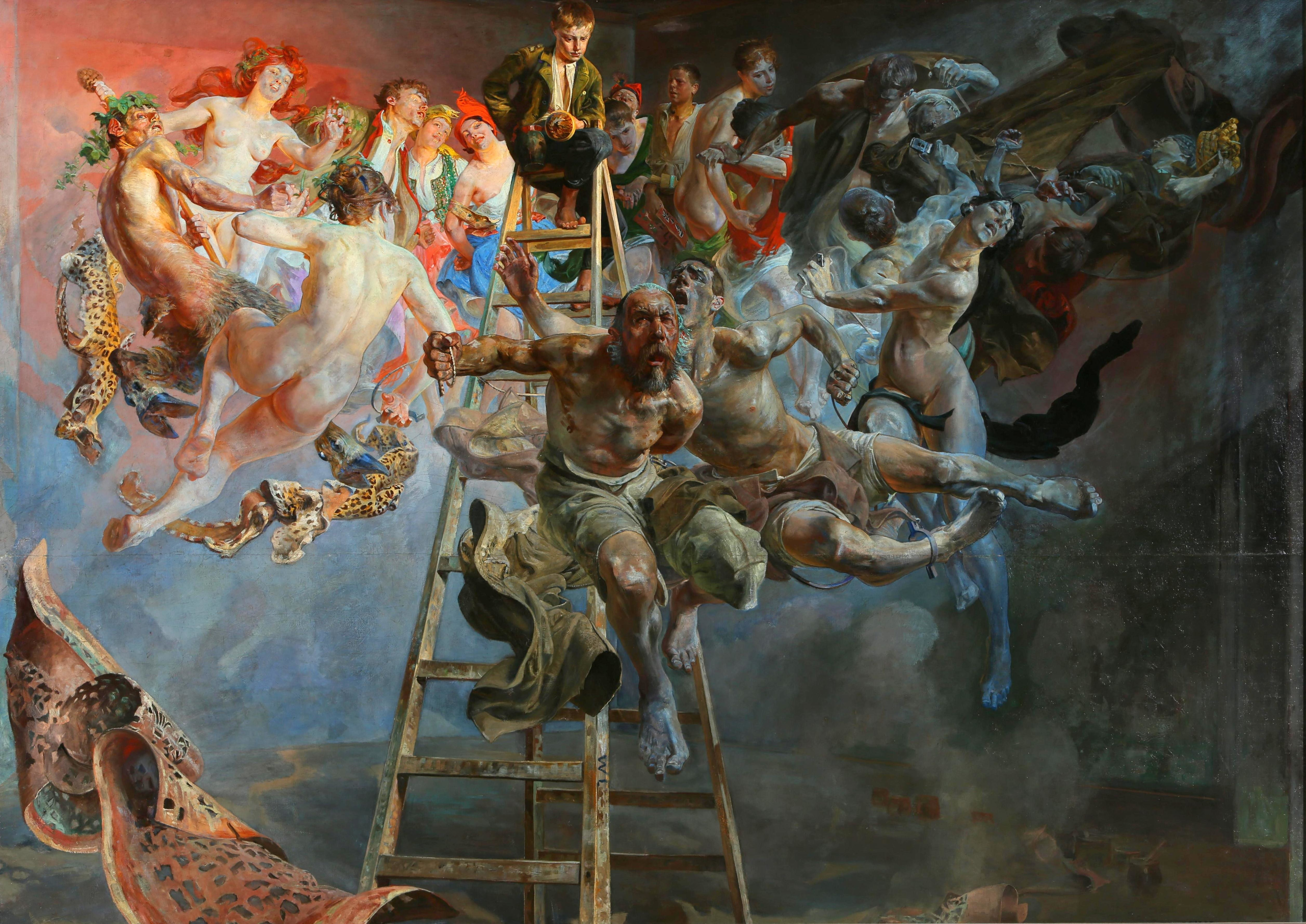
Безвихідна ситуація
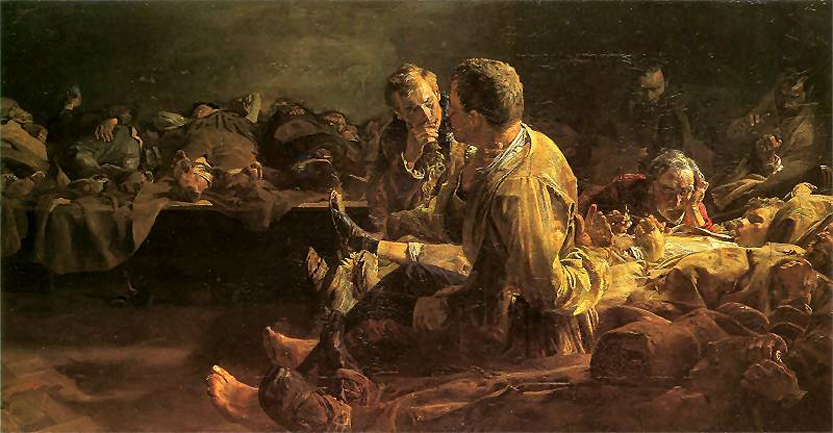
Смерть політв'язня на етапі до Сибіру
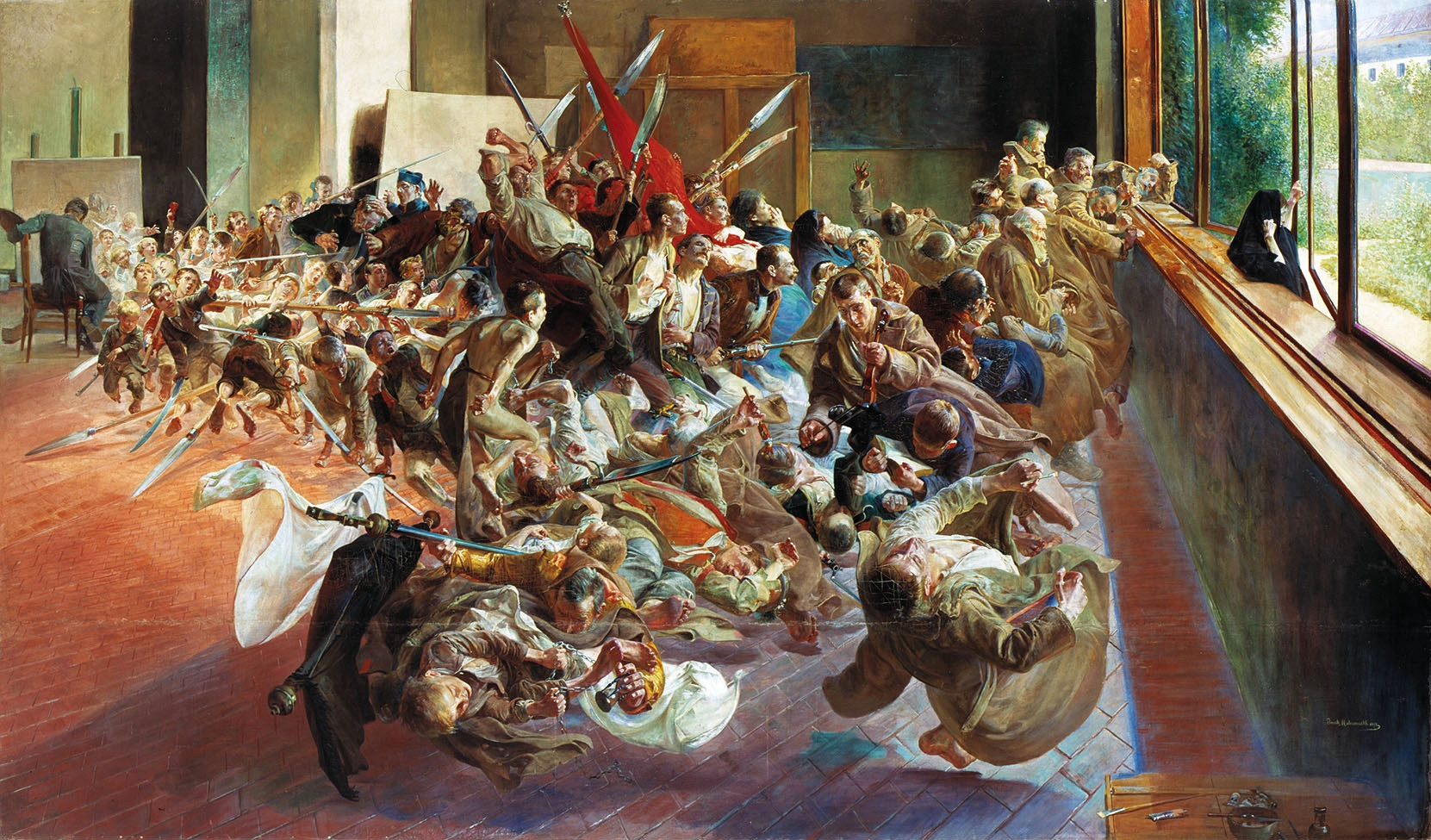
Меланхолія
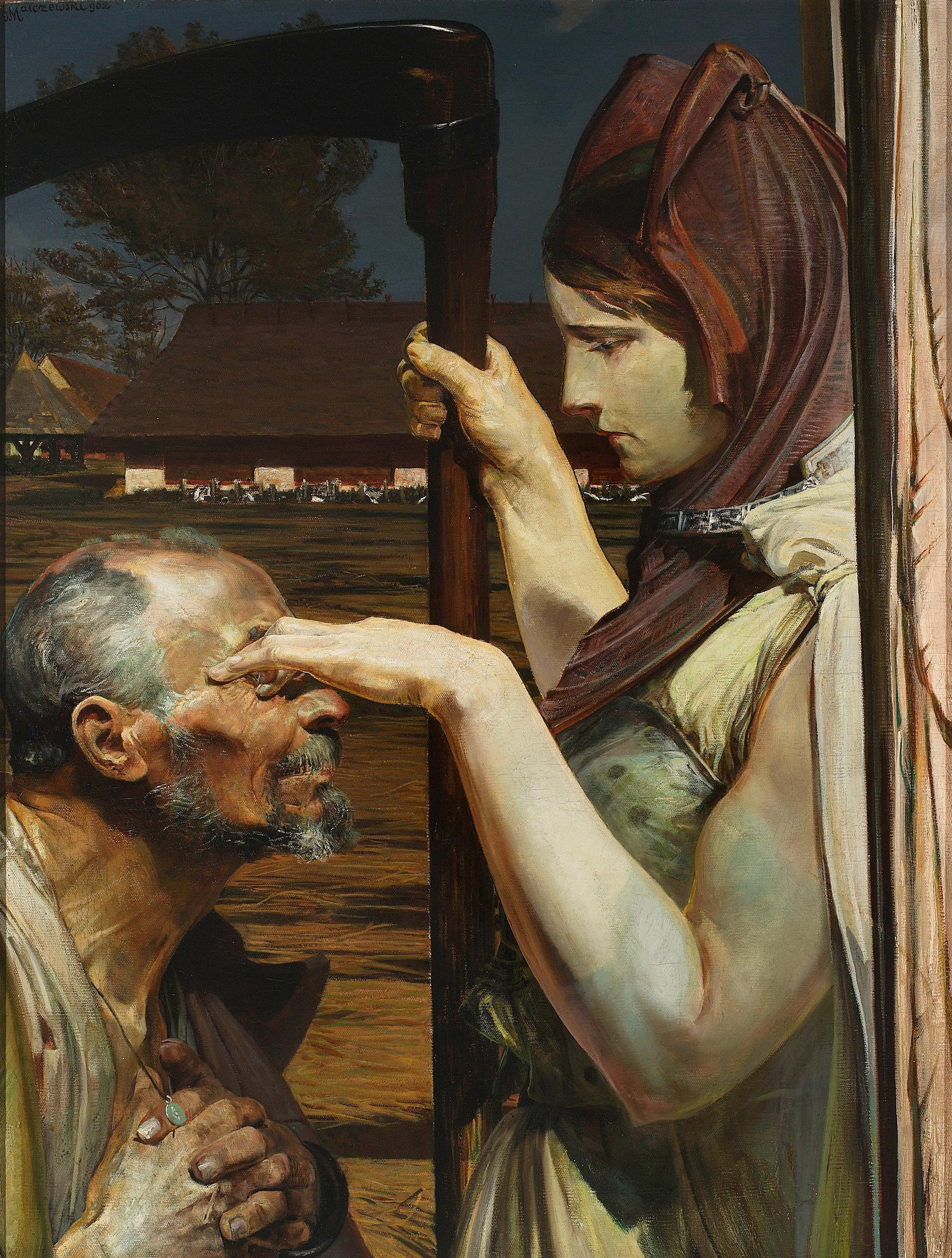
Смерть, 1902, Національний музей (Варшава)

### Портрети
- «Автопортет і смерть»
- «Станіслав Бринярський»
- «Марія Баль»
- «Еразм Барач»
- «Владислав Раймонт», 1905
- «Вацлав Карчевський»
- «Станіслав Бриня»
- «Едвард Рачинський»
- «Фелікс Ясинський»
- «Польський Гамлет, портрет Александра Велькопольського», 1903

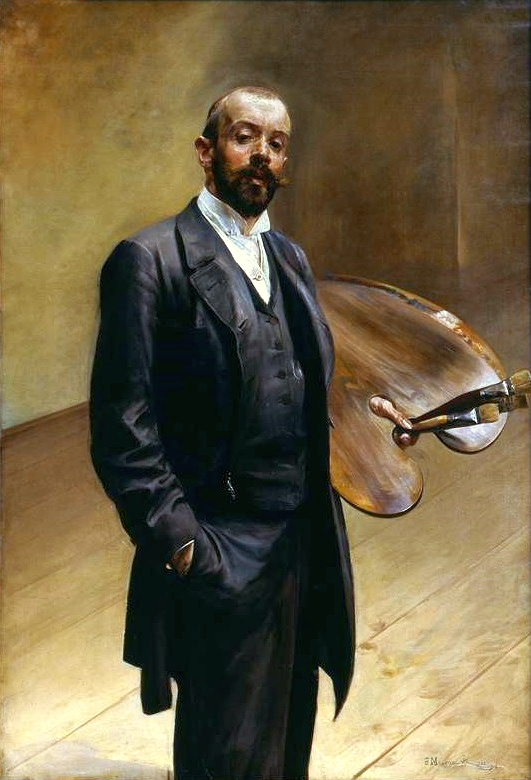
«Автопортрет з палітрою», 1892
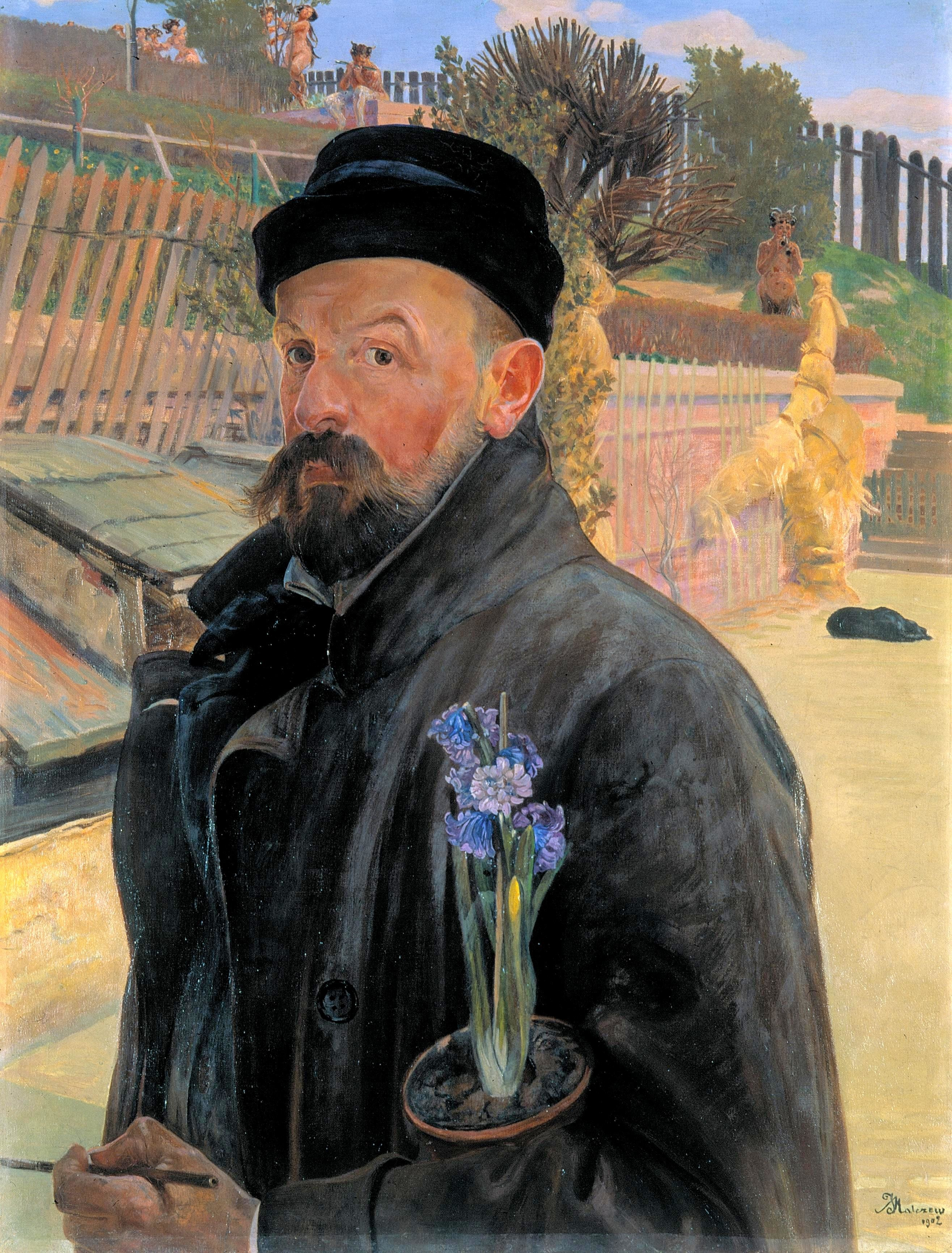
Автопортрет з гіацинтом
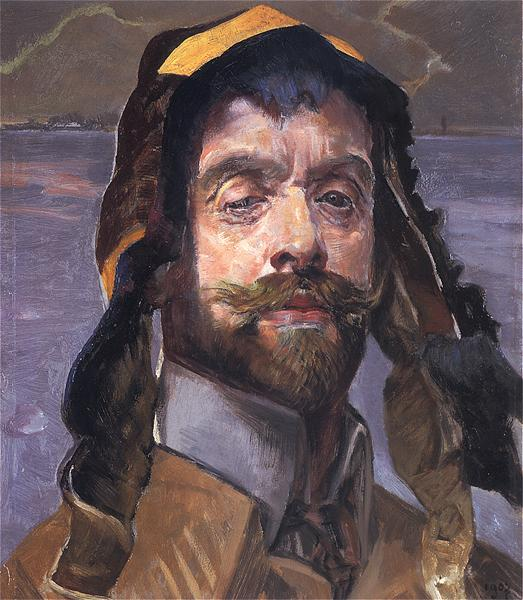
Автопортрет, 1907
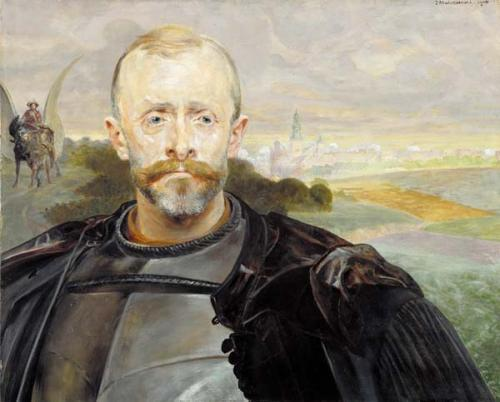
Портрет Леона Піпінського. Вавель, Краків
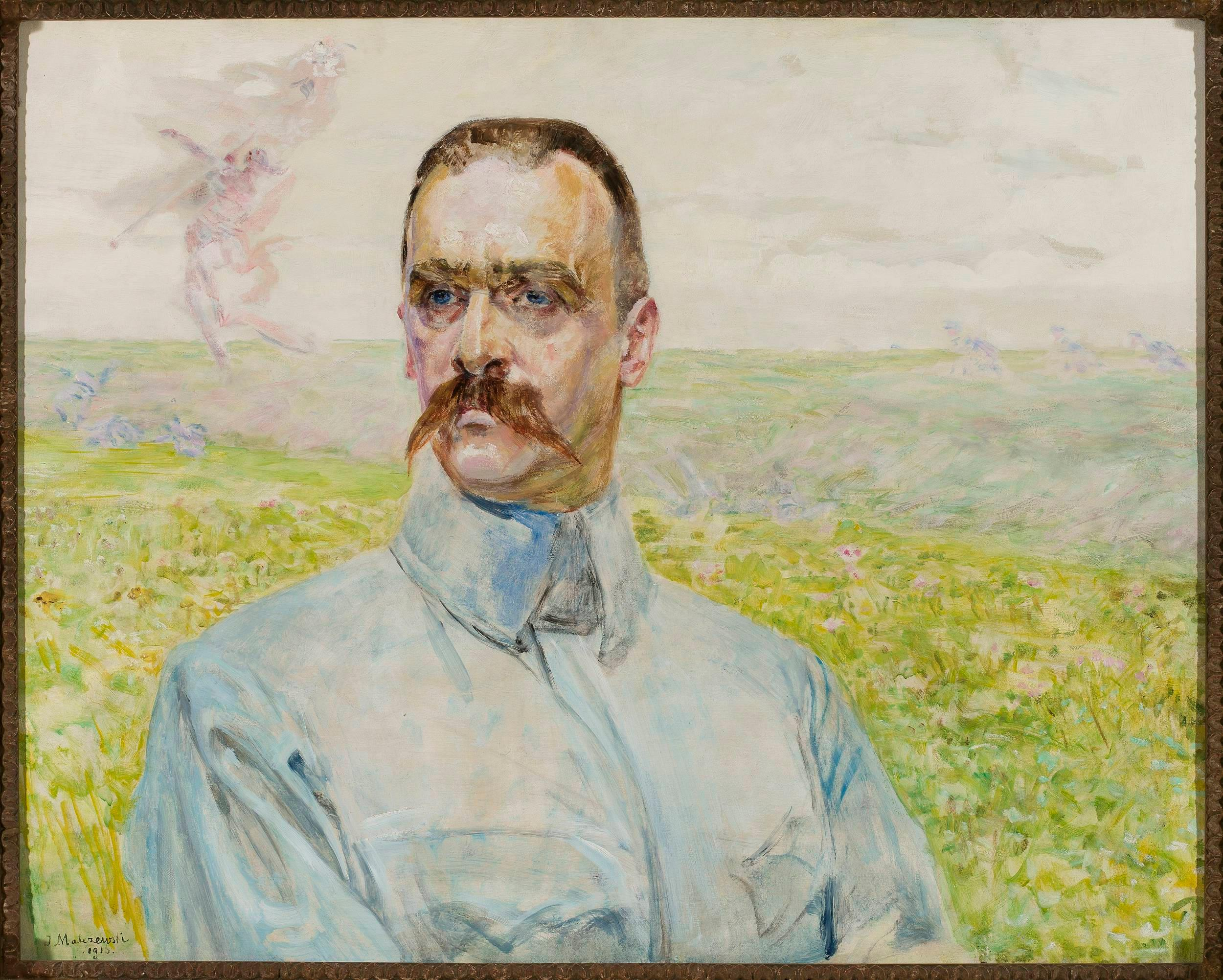
Портрет Йозефа Пілсудського
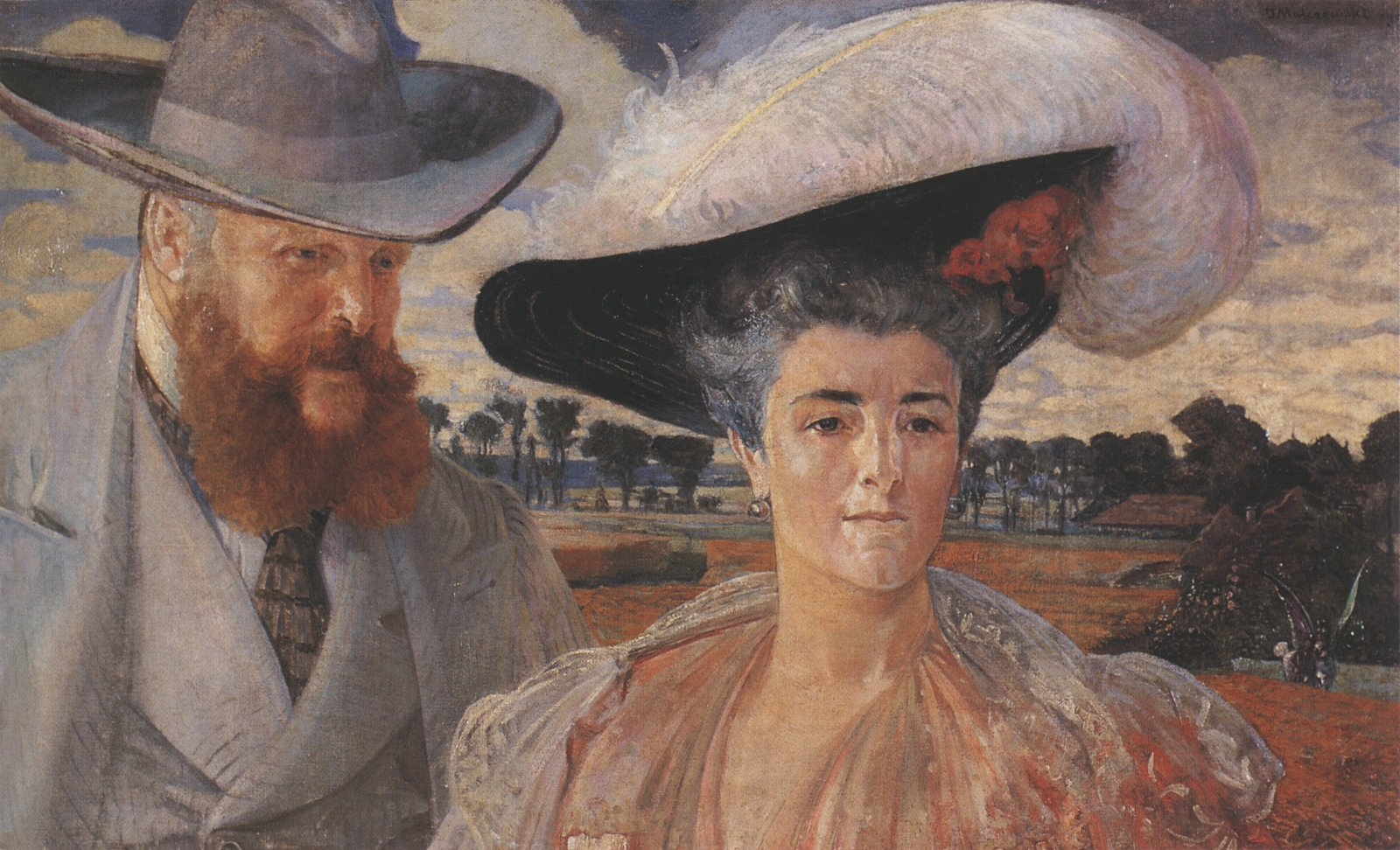
Портрет Ляцкоронських
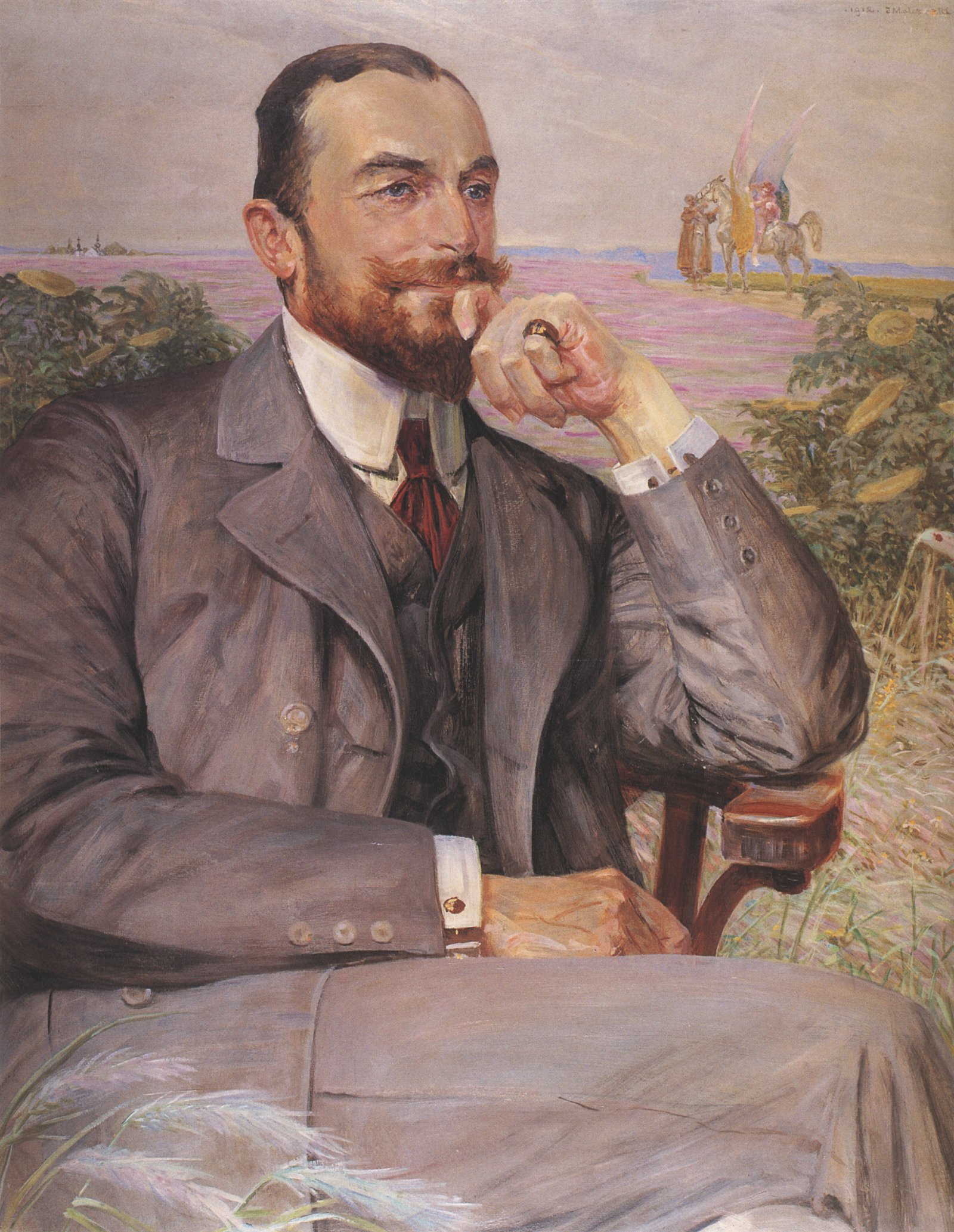
Портрет Людвіка Зеленського
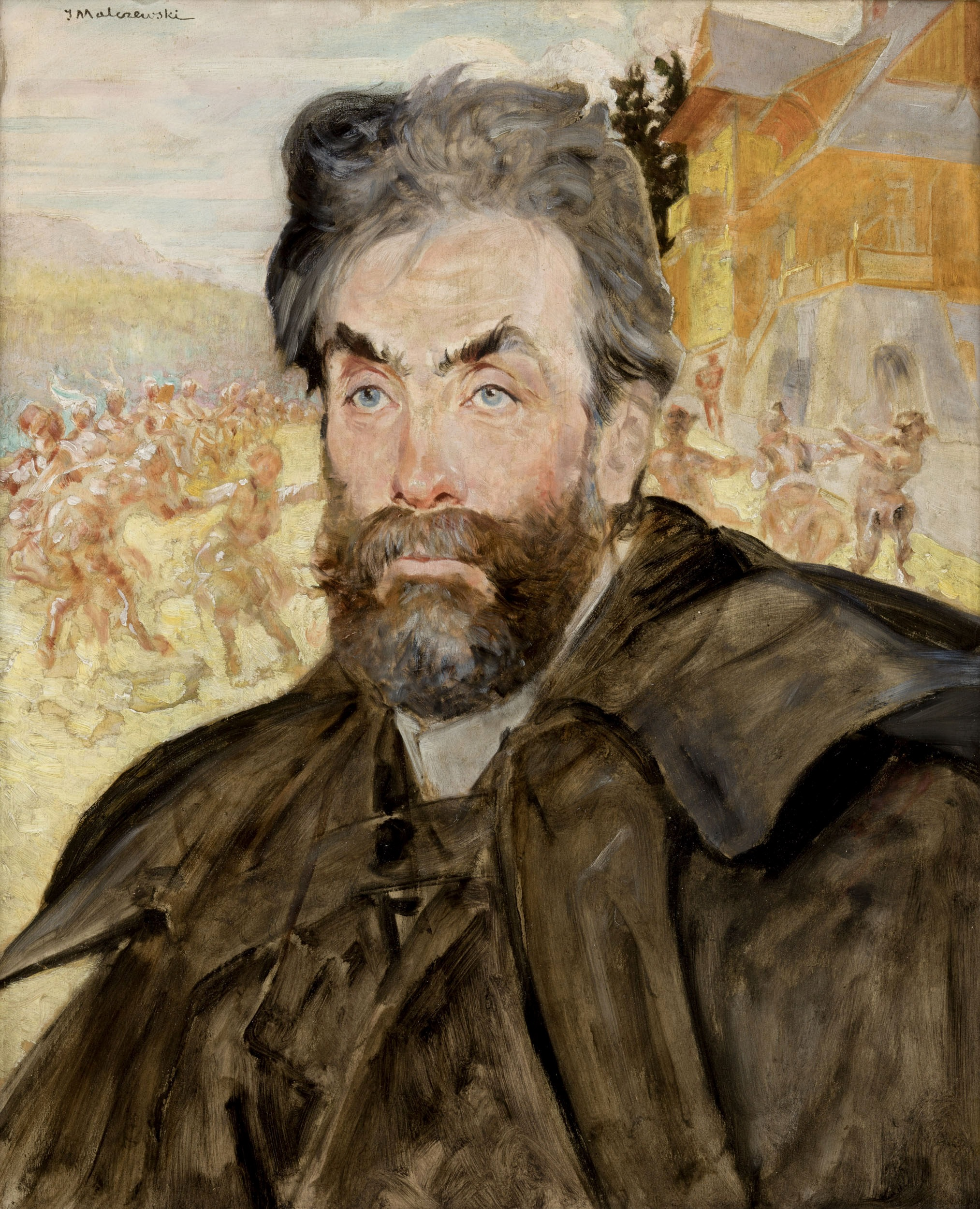
Портрет Станіслава Віткевича
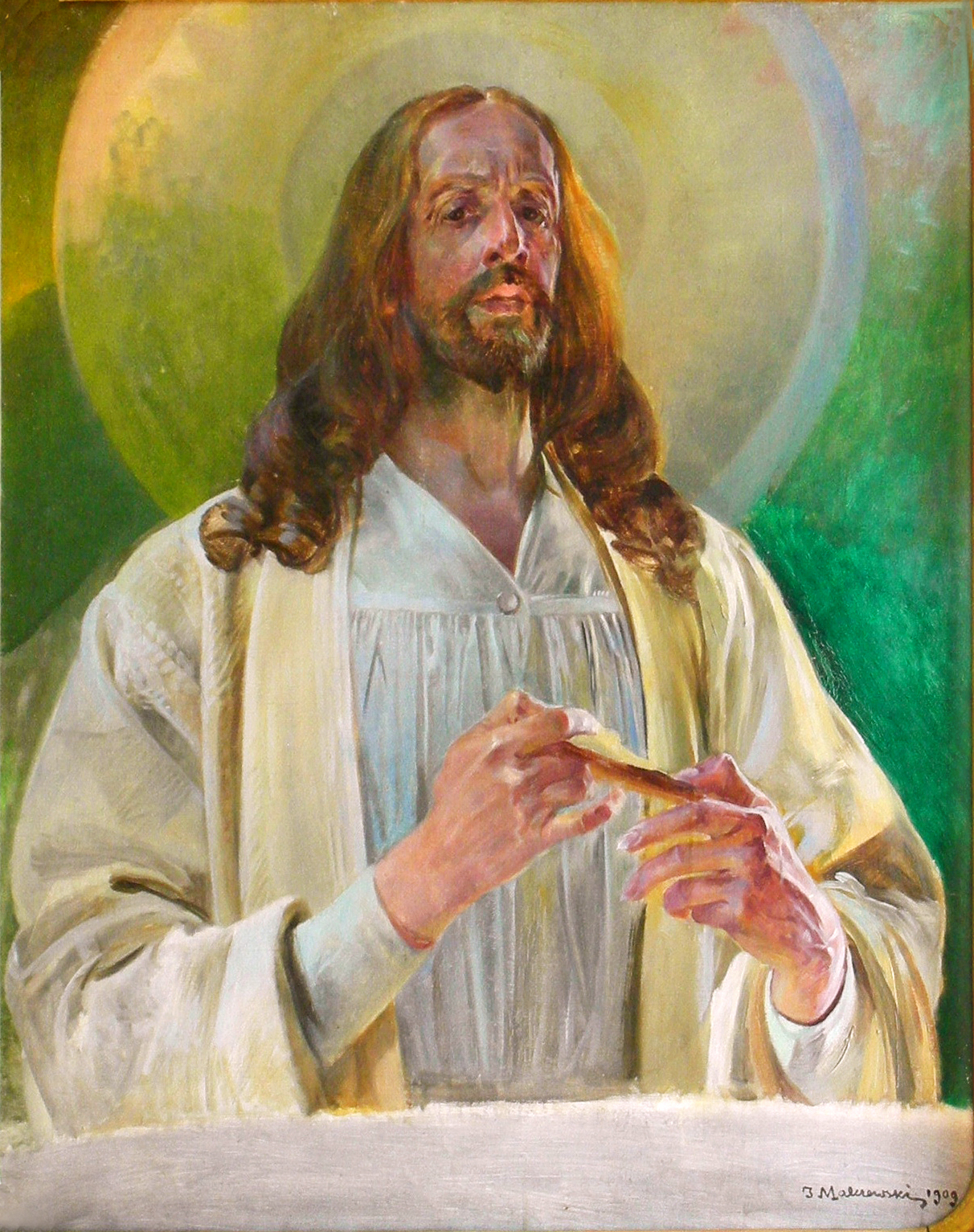
Христос в Еммаусі (автопортрет)
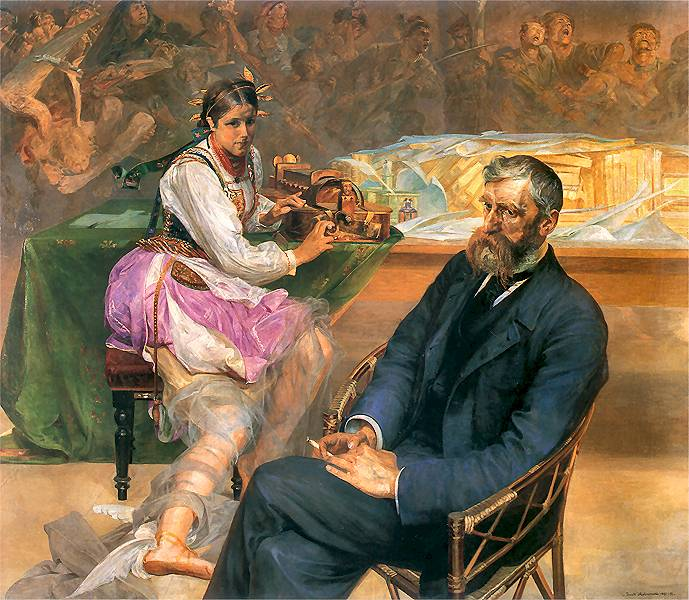
Портрет Адама Асника з музою
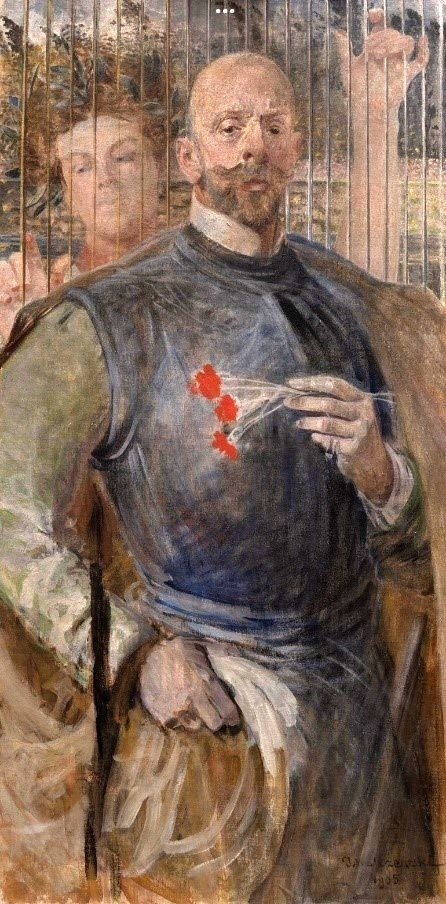
Автопортрет з музою
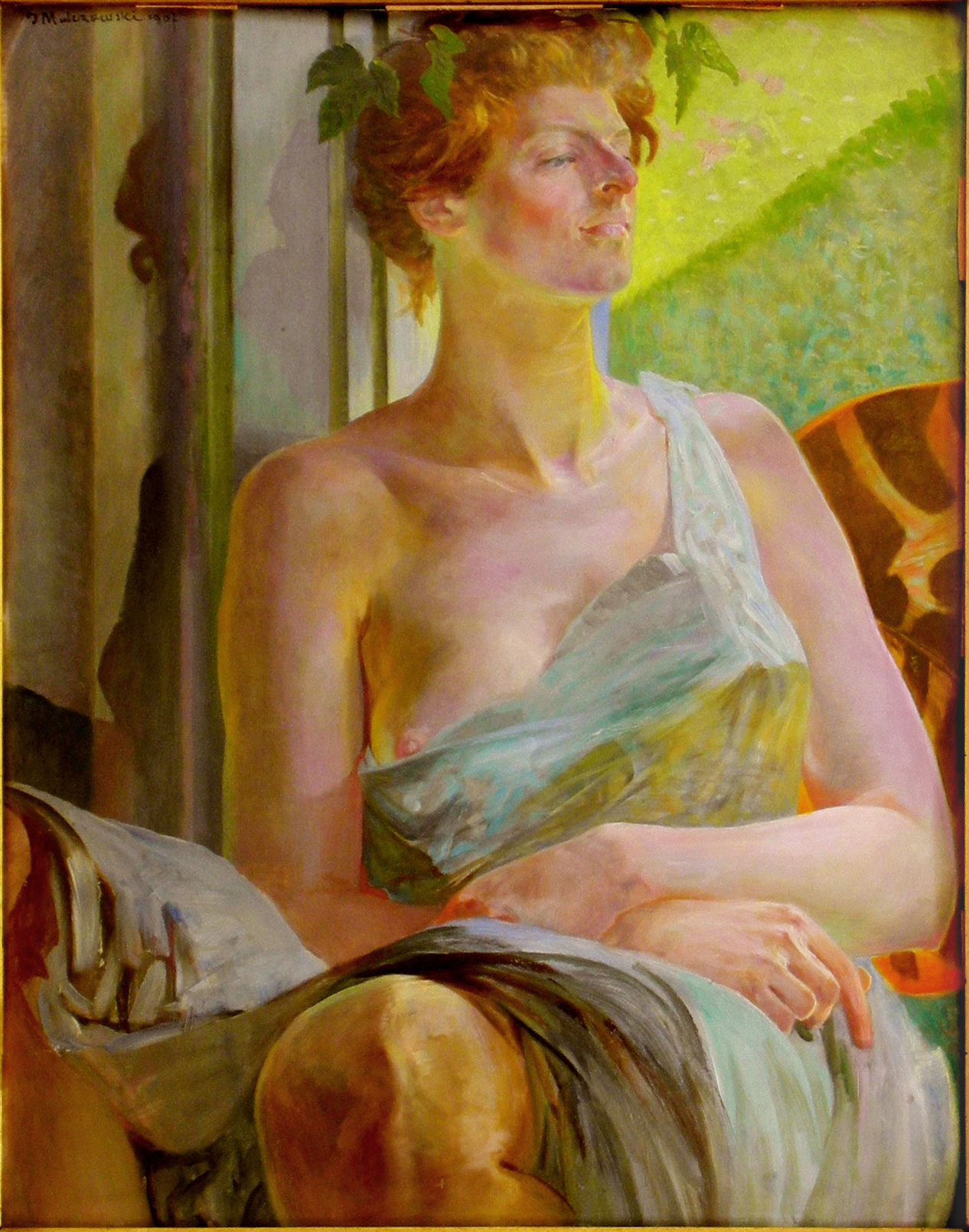
Портрет Марії Баль
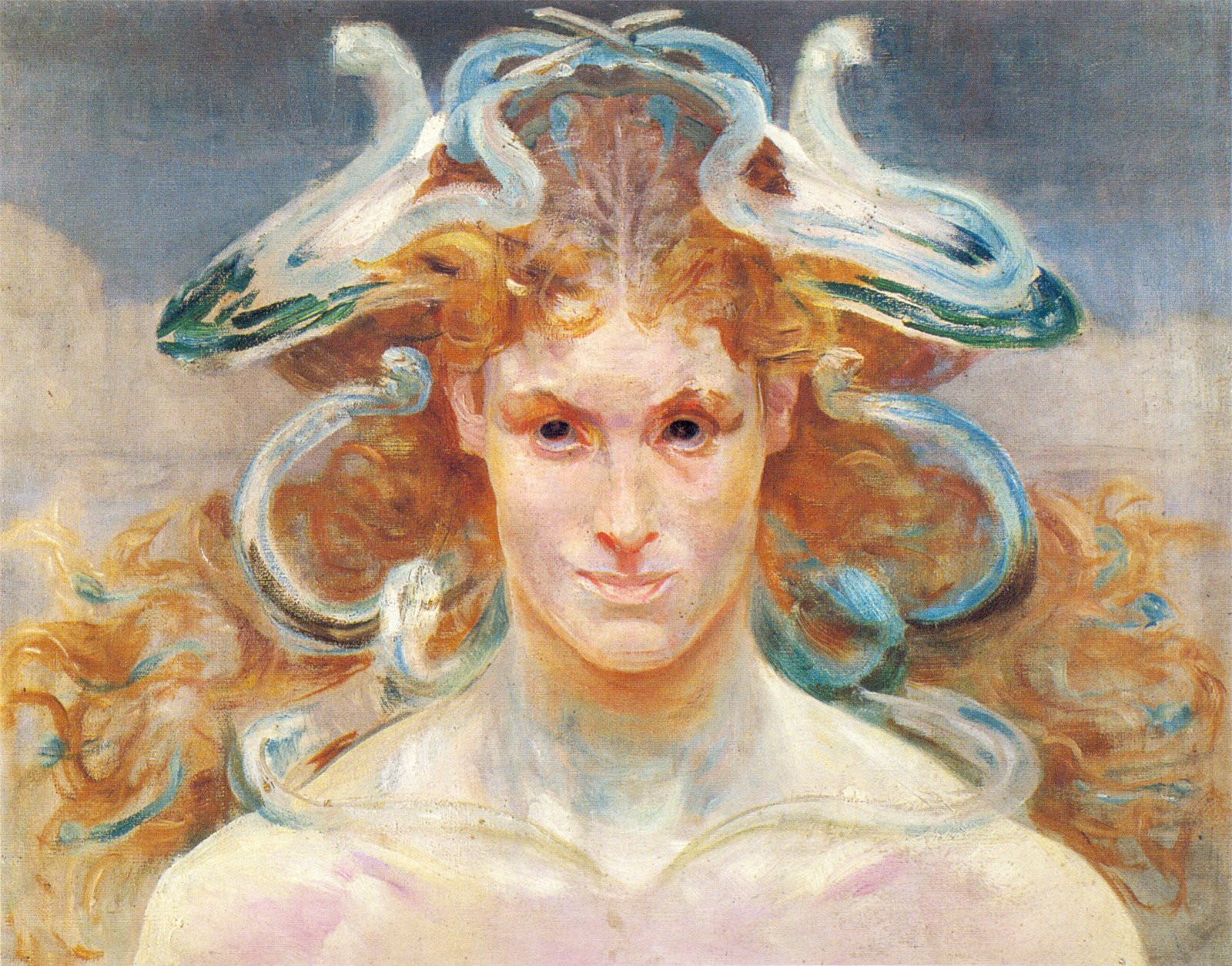
Медуза
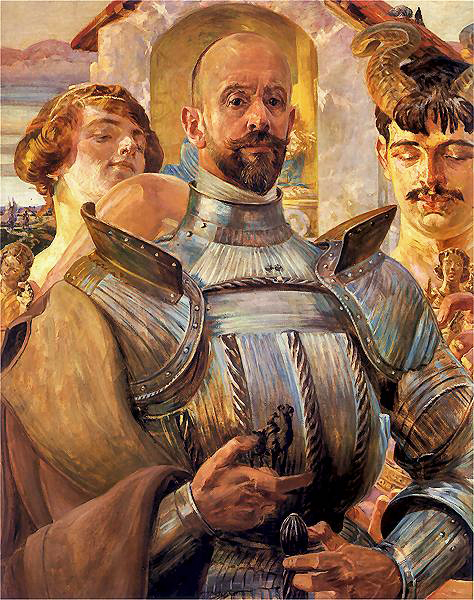
Польський Гектор
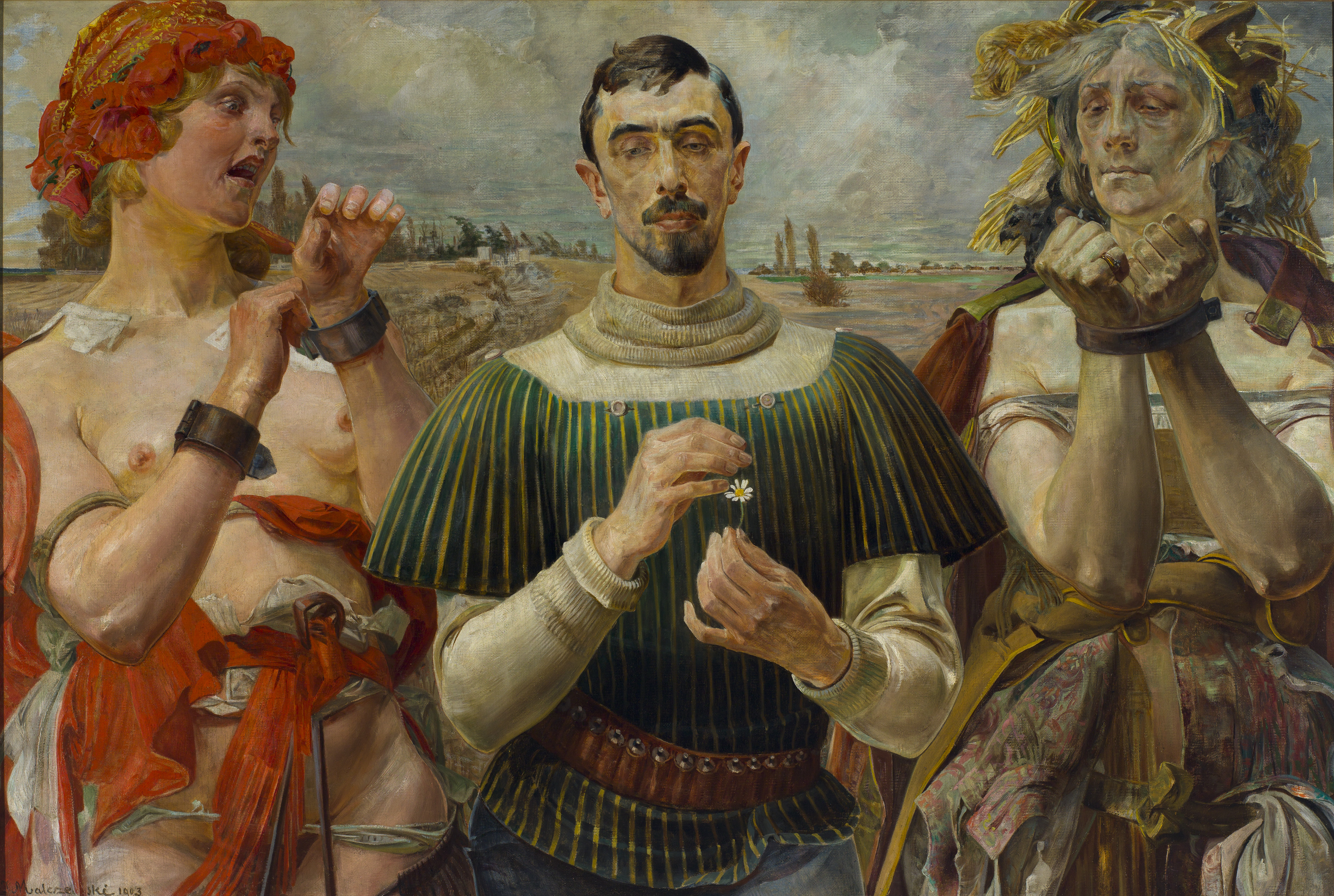
Польський Гамлет, Національний музей (Варшава)
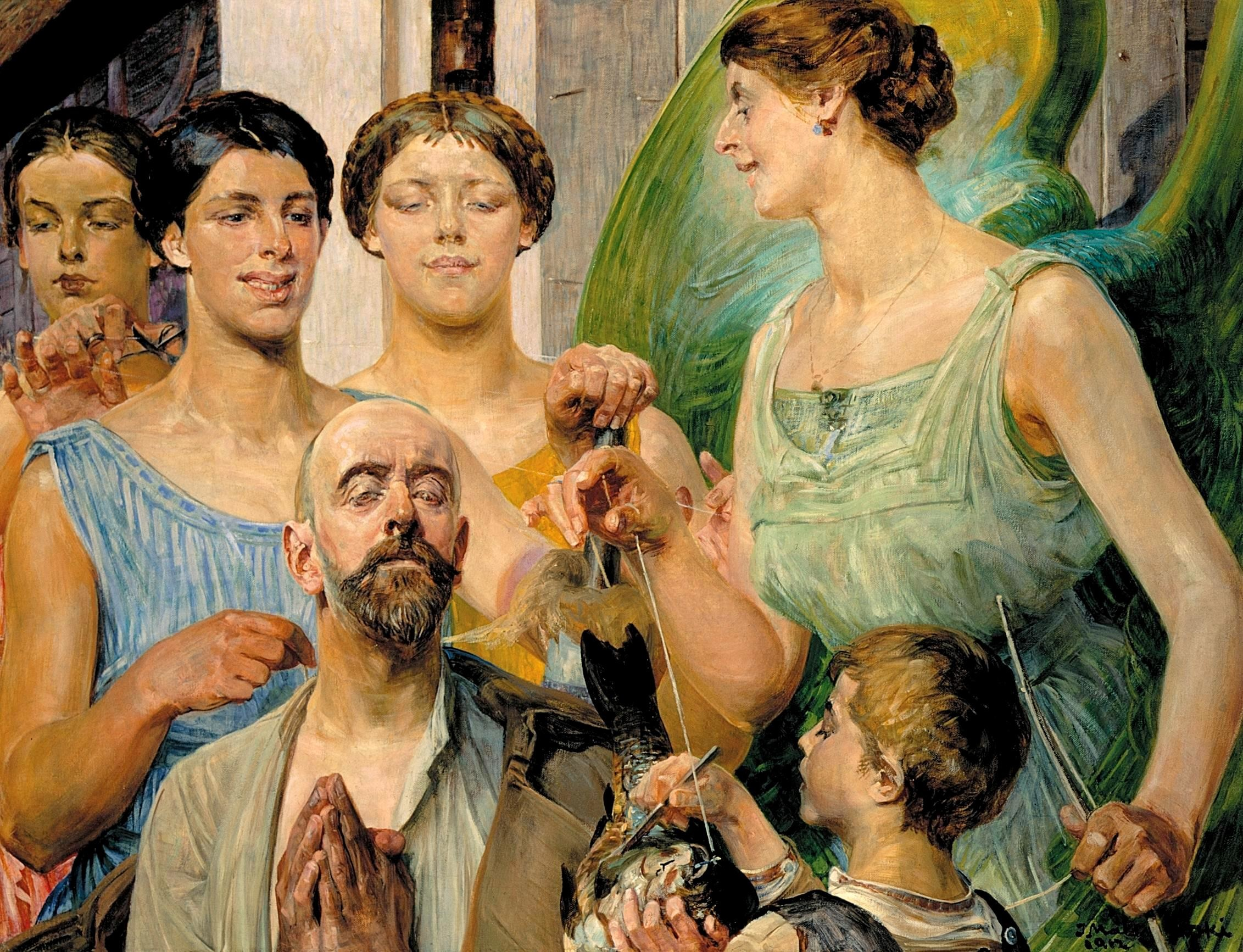
Тобіас і Парсея
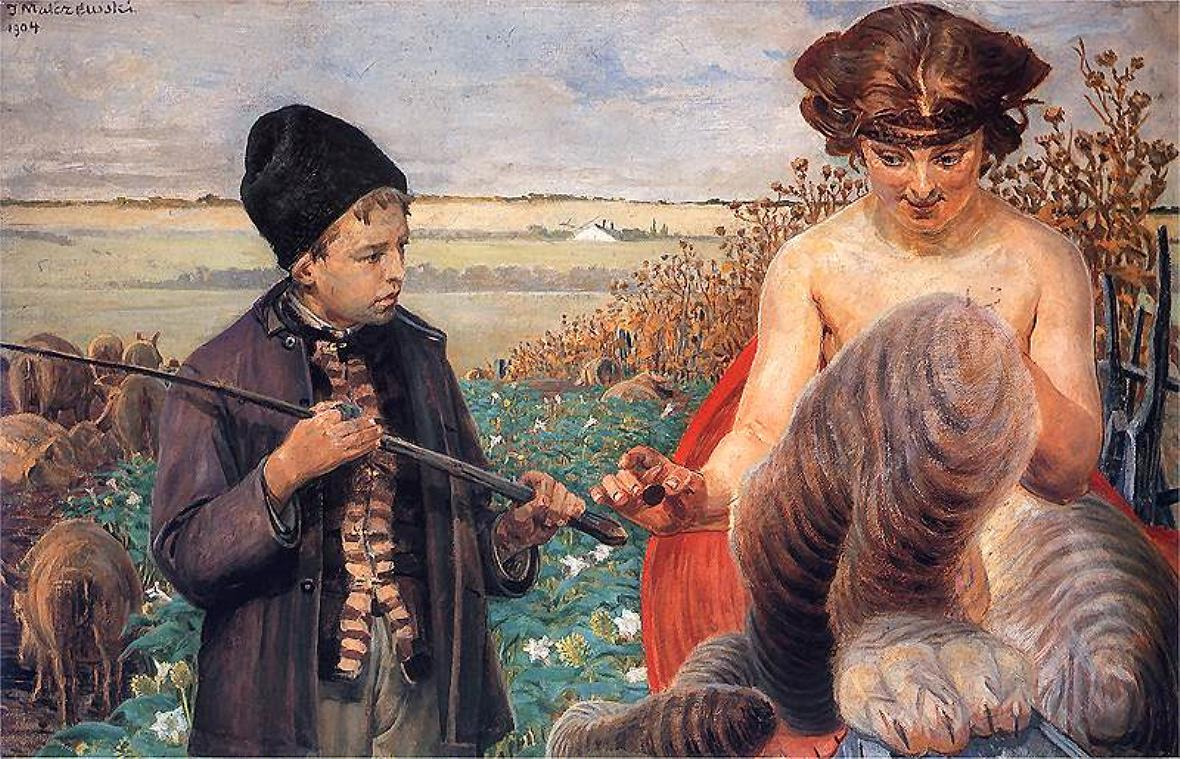
Спокуса багатством
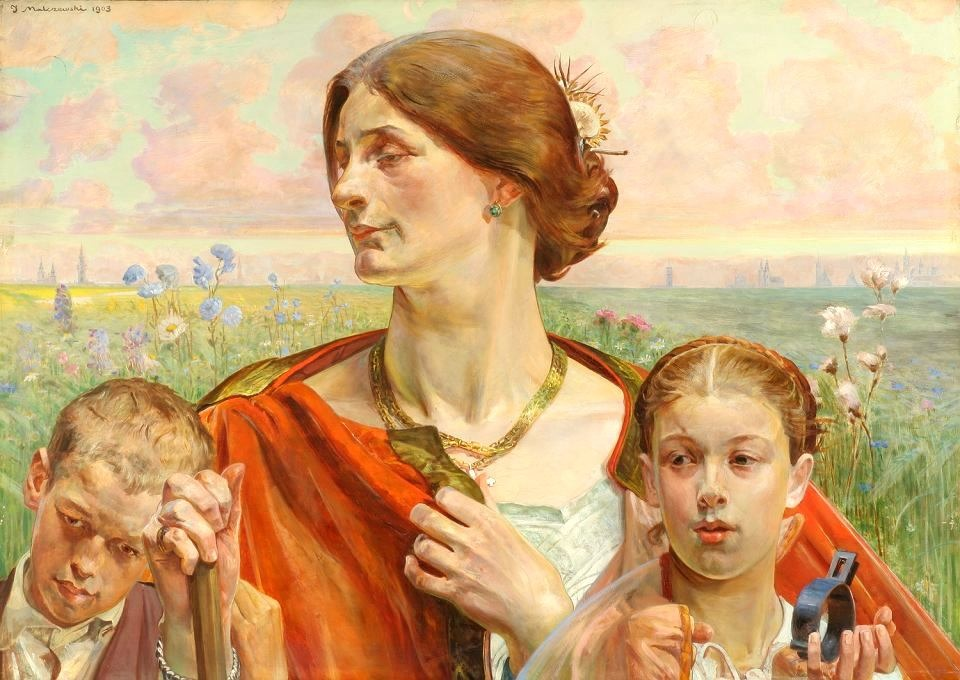
Батьківщина. Портрет Марії Бол
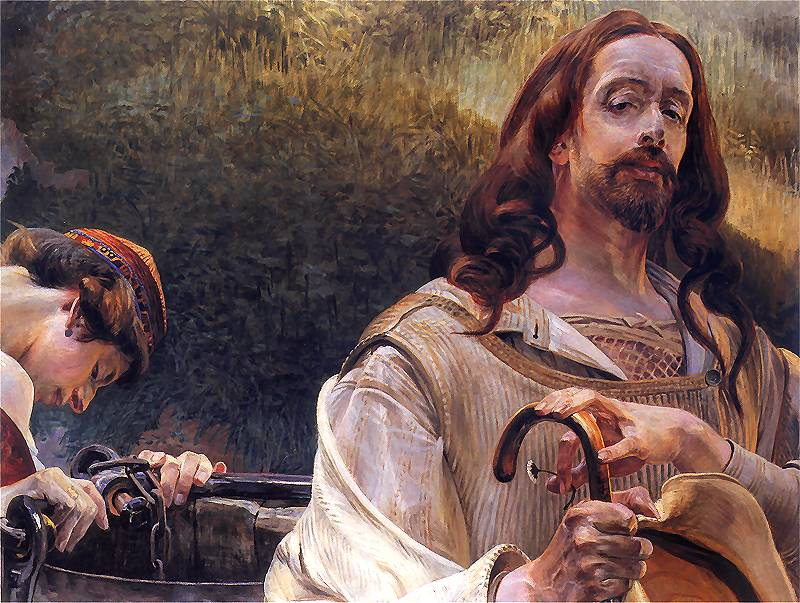
Христос і самаритянка біля колодязя
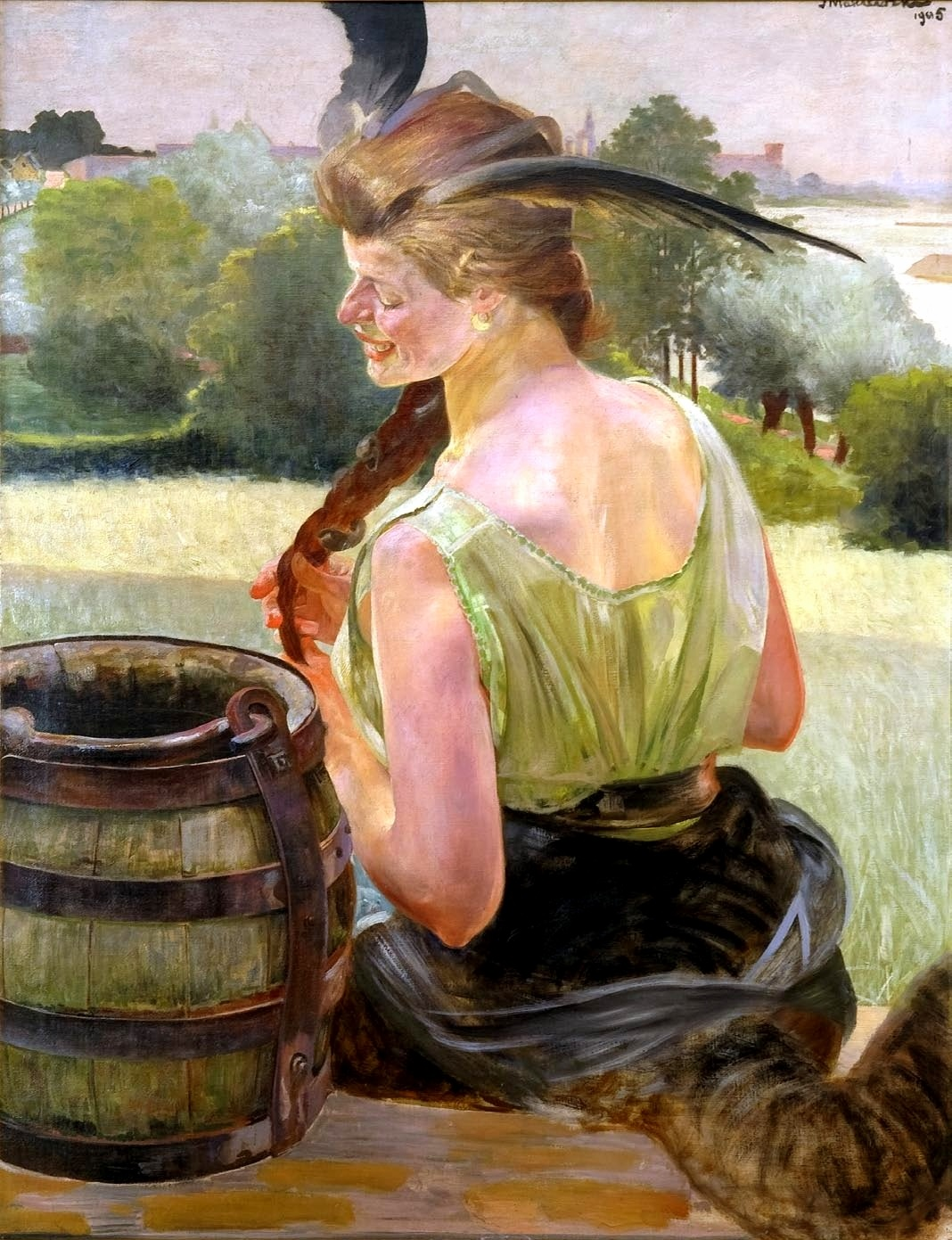
Отруєне джерело з химерою, 1905, Музей Яцка Мальчевського в Радомі
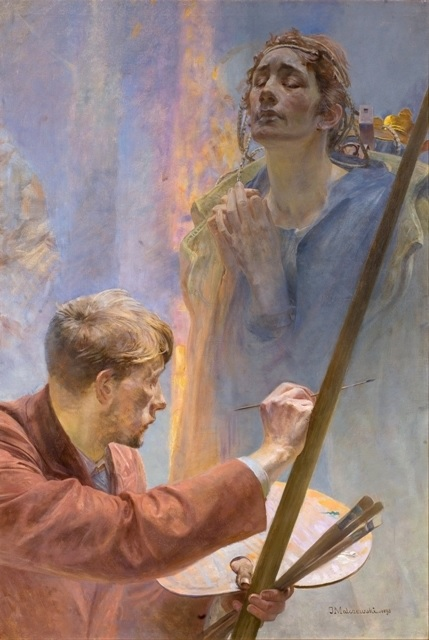
Митець і муза
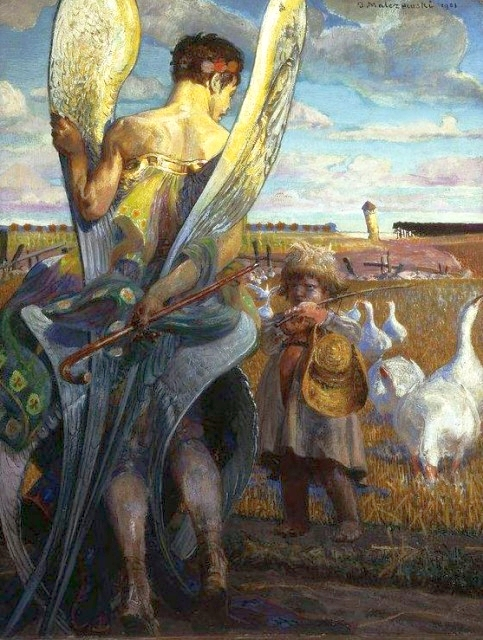
«Янголе, я піду за тобою», 1901
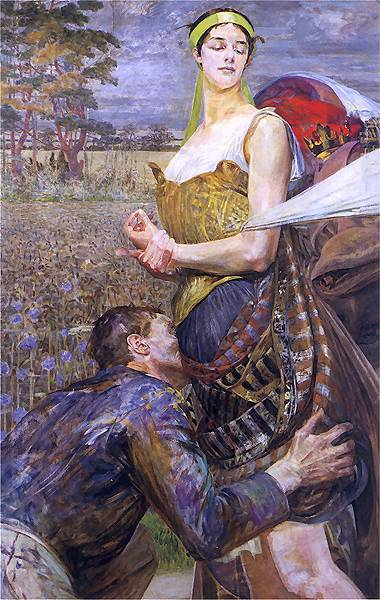
Полонія
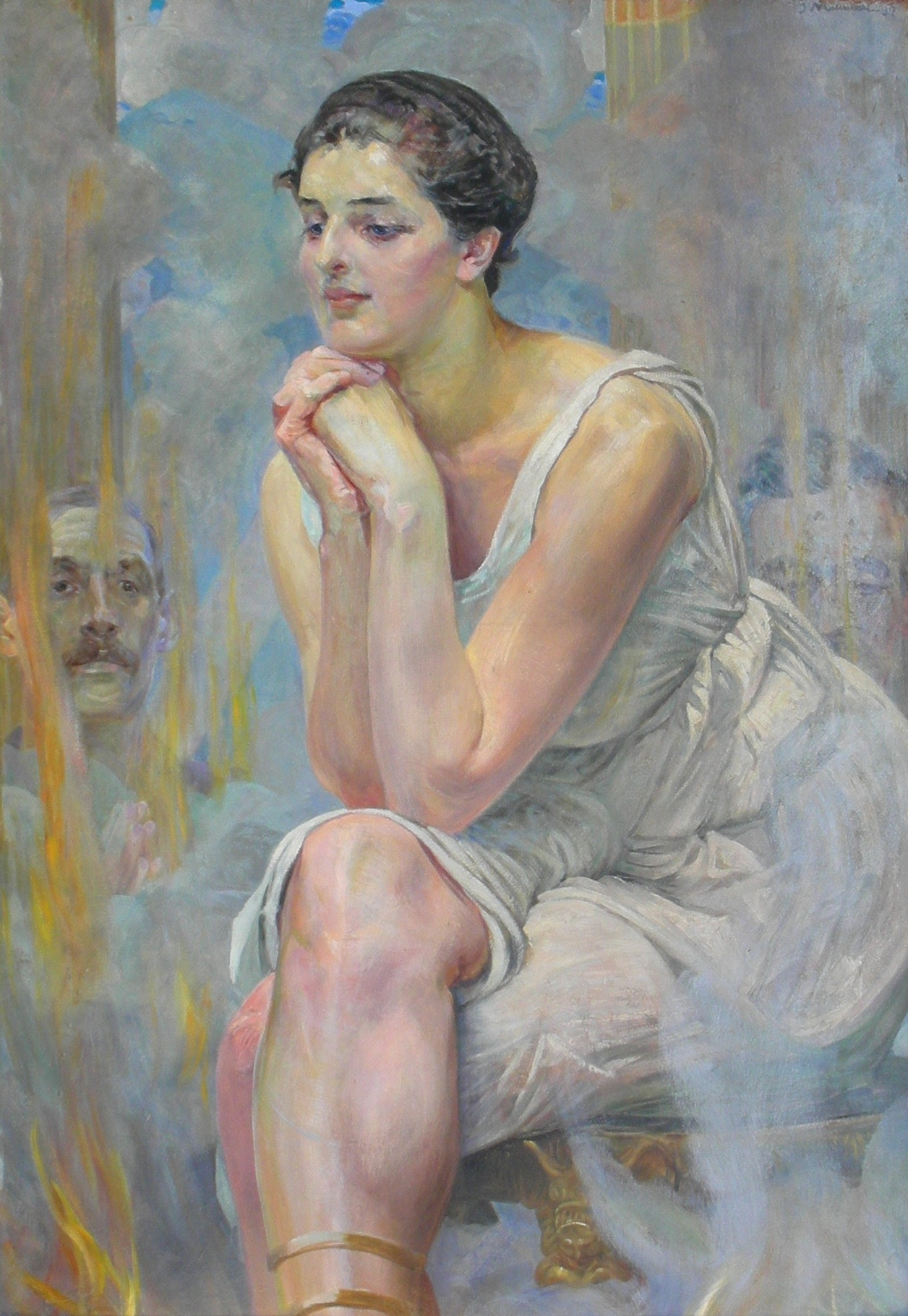
Піфія
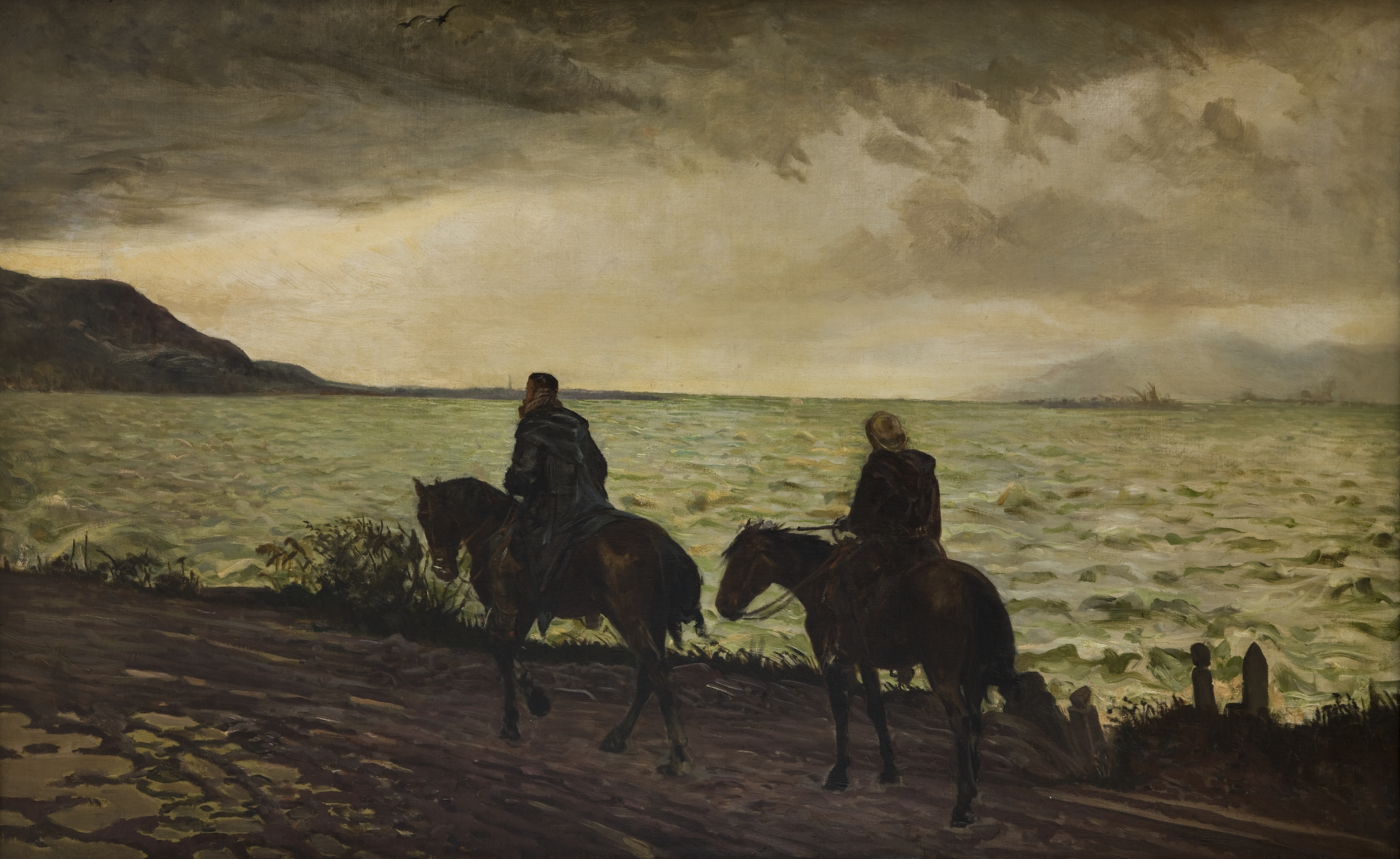
Дон Кіхот
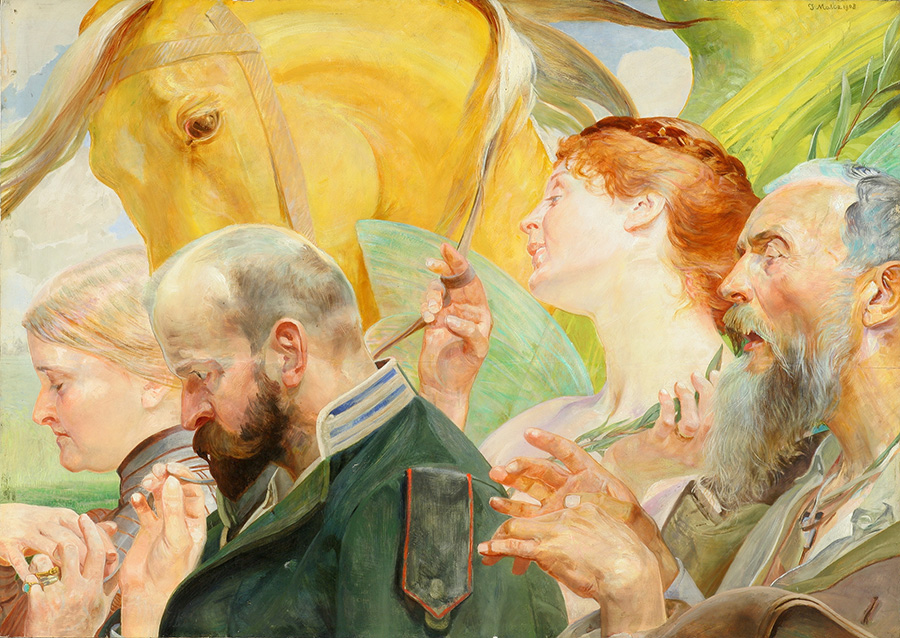
Мистецтво
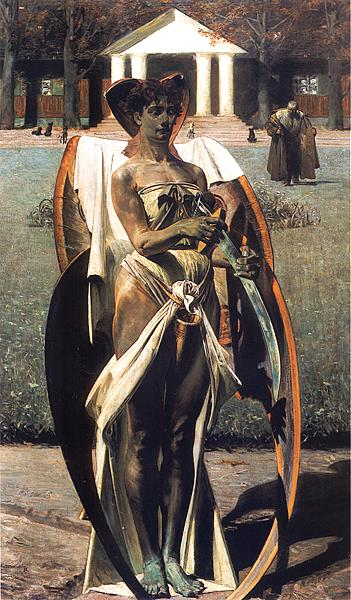
Танатос
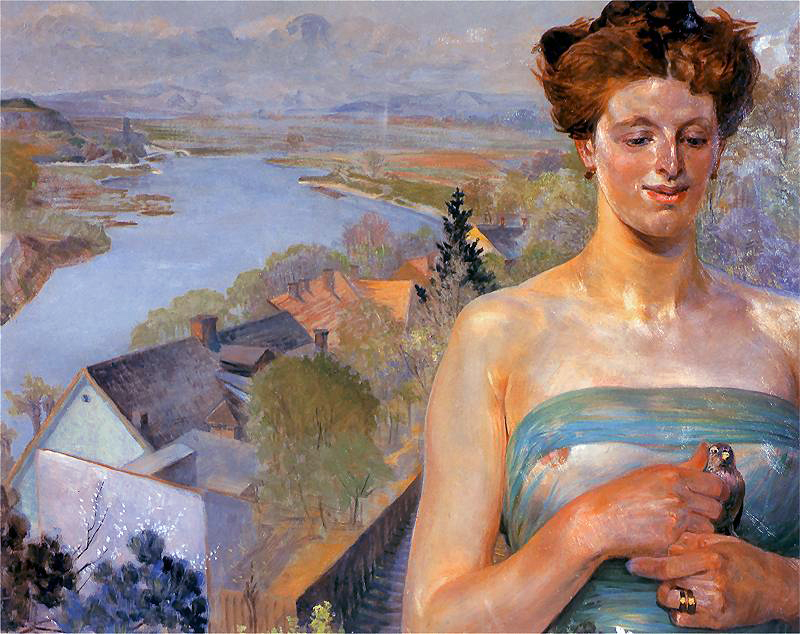
«Весна»
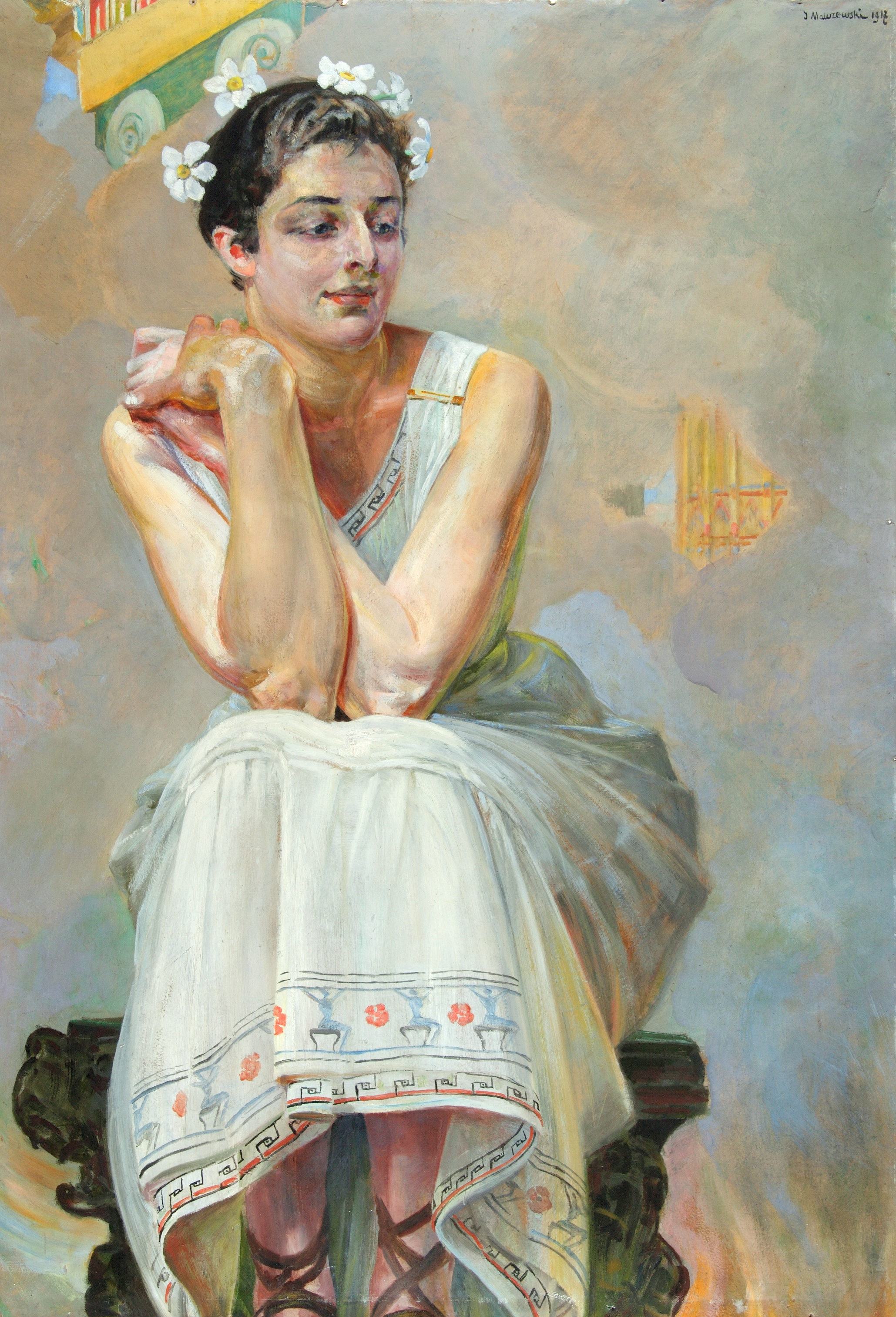
«Піфія», 1917, Національний музей, Кельці

## Нагороди
Мав декілька значних нагород, серед них
- Орден Відродження Польщі
- Велика золота медаль на Національній виставці в Познані